# Eccidio di Fragheto
L'eccidio di Fragheto fu compiuto da truppe nazifasciste il 7 aprile 1944 nell'omonimo borgo, frazione del comune di Casteldelci, situato nella zona appenninica a cavallo tra Marche e Romagna. Nell'eccidio vennero trucidati 30 abitanti e 15 partigiani catturati nella zona nel corso degli scontri con la Brigata Garibaldi Romagnola.
Al Comune di Casteldelci è stata conferita la Medaglia d'argento al merito civile, con la seguente motivazione:
A ricordo della strage sono state costituite due associazioni di volontariato: "Casa Fragheto" nel 2000 a Fragheto e "Il Borgo della Pace" nel 2003 a Novafeltria.

## La strage
Nei primi giorni di aprile del 1944, nell'ambito dell'operazione di rastrellamento che portò alla temporanea disgregazione della Brigata Garibaldi Romagnola, il comando partigiano venne informato che ingenti forze nazifasciste avevano cominciato rastrellamenti massicci nella zona tra il monte Fumaiolo e Casteldelci. Durante l'operazione di sganciamento, la 1ª Compagnia comandata da Alberto Bardi (Falco), la meglio armata e più agguerrita dell'intera Brigata, si fermò a riposare la notte del 6 aprile a Fragheto. La mattina successiva le vedette partigiane avvisarono che truppe tedesche si stavano avvicinando al paese; i partigiani decisero di affrontare il nemico, risalirono le alture circostanti in località Calanco e, giunti in posizione favorevole, attaccarono di sorpresa i reparti tedeschi.
Nello scontro a fuoco morirono numerosi tedeschi e tre partigiani. Dopo l'assalto i partigiani continuarono la loro azione di ripiegamento, che qualche giorno dopo si concluderà con il definitivo scioglimento della Compagnia. Nelle ore successive del 7 aprile, quattordici soldati tedeschi dello Sturmbattaillon OB Südwest coinvolto nello scontro, giunti nella frazione, entrarono in molte case e uccisero in rapida sequenza 30 persone, sterminando intere famiglie: su 75 abitanti del paese furono uccisi 15 donne, 7 bambini, 6 vecchi e 2 giovani. I giovani e gli uomini del borgo si erano in precedenza nascosti nelle vicinanze, perché avvisati dai partigiani di un'imminente incursione nazista e, forse sottovalutando i tedeschi, avevano pensato che nulla sarebbe stato fatto a donne, bambini e vecchi e che solo gli uomini sarebbero potuti diventare oggetto di rappresaglie in quanto possibili partigiani.
Sempre a Fragheto, durante la medesima operazione militare, furono uccisi dai tedeschi 5 partigiani catturati nei giorni precedenti. Altri 8 giovani, partigiani o renitenti alla leva repubblicana, furono fucilati dai fascisti lungo la strada durante lo spostamento verso Casteldelci, nel luogo ora denominato "Ponte degli 8 Martiri".
L'eccidio di Fragheto, nelle testimonianze della popolazione e dei partigiani, costituisce un esempio di memoria divisa tra il ricordo dei partigiani e quello della popolazione: da una parte c'è chi tende a riversare indirettamente la responsabilità della strage sui partigiani che il giorno precedente erano passati a Fragheto e si erano fermati per proseguire il giorno successivo, tacendo tuttavia sulla barbara ritorsione su vittime innocenti che invece fu direttamente perpetrata dai nazifascisti; dall'altra parte c'è la memoria dei partigiani i quali, nonostante l'inferiorità delle proprie forze rispetto ai tedeschi che li inseguivano, ricordano di aver deciso di attaccare per primi sulle alture, ma lontani dal paese. L'episodio, nelle modalità in cui si svolse, si allinea ad altri eccidi simili perpetrati durante la guerra sull'Appennino centrale, tra cui quelli di Tavolicci, Civitella in Val di Chiana e Sant'Anna di Stazzema.

## Il processo
Nel dopoguerra fu avviato un processo a carico degli autori dell'eccidio, ma venne interrotto nella fase istruttoria e i relativi incartamenti confluirono nel gruppo di fascicoli conservati per decenni nel famoso armadio della vergogna. Nel 2006 è stato riaperto il caso da parte della Procura Militare de La Spezia. Nel 2008 il fascicolo è passato alla Procura Militare di Verona a seguito della soppressione della Procura spezzina. Nel 2011 è iniziato il processo in contumacia a carico dei tre unici ufficiali tedeschi appartenenti al battaglione ancora viventi (Karl Schäfer, Karl Weis e Ernst Plege), rinviati a giudizio con l'imputazione di omicidio plurimo aggravato: in esso si sono costituiti parte civile la Provincia di Pesaro e Urbino, il Consiglio dei ministri, la Regione Emilia-Romagna, la Provincia di Rimini, l'ANPI nazionale e nove parenti delle vittime. Il 7 febbraio 2013 il Tribunale Militare di Verona in assenza di prove certe ha assolto due imputati; nessun verdetto è stato possibile emettere sul terzo imputato, Schäfer (che agli atti sembrava avere le maggiori responsabilità per l'eccidio), in quanto deceduto durante il corso del processo.

## La memoria
Sulla strage sono stati prodotti vari filmati, anche autoprodotti: oltre a Fragheto. Una strage, perché?, regia di Florestano Vancini (1980), alcuni decenni dopo sono stati realizzati alcuni cortometraggi: Una strana strage con la regia di Andrea e Luca Marzi (2008), La Fisarmonica di Fragheto con la regia di Giuliano Albini e Giovanni Pironi. (2015), E come potevamo noi cantare con la regia di Fabio Imola e Roberta Corsi (2017).

## Filmografia
- Fragheto. Una strage, perché?, regia di Florestano Vancini (1980)[6]

## Letteratura
- L'eccidio di Fragheto, racconto di Massimo Burioni (2018)